# カルロ・オルランディ
カルロ・オルランディ(Carlo Orlandi、1910年4月23日 - 1983年7月29日)は、イタリアのボクシング選手である。1928年アムステルダムオリンピックに出場した。
1928年、オルランディはアムステルダムオリンピックにおけるボクシング競技のライト級決勝でアメリカ合衆国のスティーブン・ハライコを破り金メダルを獲得した。
オルランディはろうあ者であった。

## オリンピックの結果
- 1回戦　不戦勝
- 2回戦　ロベルト・サンズ（スペイン）判定
- 3回戦　セシル・ビゼット（ローデシア）ノックアウト
- 準決勝 ハンス・ヤコブ・ニールセン（デンマーク）判定
- 決勝　 スティーブン・ハライコ（アメリカ合衆国）判定